# Arcieparchia di Baghdad degli Armeni
L'arcieparchia di Baghdad degli Armeni (in latino Archieparchia Babylonensis Armenorum) è una sede della Chiesa armeno-cattolica in Iraq immediatamente soggetta al patriarcato di Cilicia degli Armeni. Nel 2022 contava 500 battezzati. È retta dall'arcieparca Nersès (Joseph) Zabbara.

## Territorio
L'arcieparchia comprende tutti i fedeli cattolici di rito armeno che abitano in Iraq.
Sede arcieparchiale è la città di Baghdad, dove si trova la cattedrale di Nostra Signora di Nareg.
Il territorio è suddiviso in 2 parrocchie.

## Storia
L'arcieparchia, già sede di un vicariato patriarcale fin dall'Ottocento, è stata eretta il 29 giugno 1954 con la bolla Ex quo tempore di papa Pio XII, ricavandone il territorio dall'arcieparchia di Mardin degli Armeni, oggi soppressa.

## Cronotassi dei vescovi
Si omettono i periodi di sede vacante non superiori ai 2 anni o non storicamente accertati.
- Nersès Tayroyan † (29 giugno 1954  - 1º ottobre 1972 ritirato)
- Jean Kasparian, I.C.P.B. † (6 dicembre 1972  - 5 agosto 1982 nominato patriarca di Cilicia)
- Paul Coussa † (27 giugno 1983 - 13 ottobre 2001 ritirato)
  - Sede vacante (2001-2007)
- Emmanuel Dabbaghian † (26 gennaio 2007 confermato[1] - 9 ottobre 2017 ritirato)
  - Sede vacante (2017-2023)
- Nersès (Joseph) Zabbara, dal 27 maggio 2023[2]

## Statistiche
L'arcieparchia nel 2022 contava 500 battezzati.
| anno | popolazione | popolazione | popolazione | presbiteri | presbiteri | presbiteri | presbiteri                | diaconi | religiosi | religiosi | parrocchie |
| anno | battezzati  | totale      | %           | numero     | secolari   | regolari   | battezzati per presbitero | diaconi | uomini    | donne     | parrocchie |
| ---- | ----------- | ----------- | ----------- | ---------- | ---------- | ---------- | ------------------------- | ------- | --------- | --------- | ---------- |
| 1970 | 2.000       | 8.500.000   | 0,024       | 4          | 4          |            | 500                       |         |           |           | 2          |
| 1980 | 2.000       | ?           | ?           | 2          | 2          |            | 1.000                     |         |           | 6         | 1          |
| 1990 | 2.200       | ?           | ?           | 2          | 1          | 1          | 1.100                     |         | 1         | 3         | 1          |
| 1999 | 2.000       | ?           | ?           | 2          | 1          | 1          | 1.000                     |         | 1         | 2         | 1          |
| 2000 | 2.000       | ?           | ?           | 2          | 1          | 1          | 1.000                     |         | 1         | 2         | 1          |
| 2001 | 2.000       | ?           | ?           | 2          | 2          |            | 1.000                     |         |           | 2         | 2          |
| 2002 | 2.000       | ?           | ?           | 2          | 2          |            | 1.000                     |         |           | 3         | 2          |
| 2003 | 2.000       | ?           | ?           | 2          | 2          |            | 1.000                     |         |           | 2         | 2          |
| 2004 | 2.000       | ?           | ?           | 2          | 2          |            | 1.000                     |         | 1         | 1         | 2          |
| 2007 | 1.600       | ?           | ?           | 2          | 2          |            | 1.000                     |         | 1         | 1         | 2          |
| 2012 | 1.650       | ?           | ?           |            |            |            |                           |         |           |           | 2          |
| 2015 | 1.800       | ?           | ?           |            |            |            |                           |         |           |           | 2          |
| 2018 | 500         | ?           | ?           | 1          | 1          |            | 500                       |         |           |           | 2          |
| 2020 | 500         | ?           | ?           | 1          | 1          |            | 500                       |         | 2         |           | 2          |
| 2022 | 500         | ?           | ?           | 2          | 2          |            | 250                       |         | 2         |           | 2          |